# Isaac Garza Santos
Isaac Garza (Cadereyta Jiménez, Nuevo León, 15 de agosto de 1839 - 7 de junio de 1866), fue un comerciante mexicano fusilado por el ejército francés.

## Orígenes
Hijo de José Nicolas de la Garza García y María Luisa Isabel de los Santos, bautizado el 18 de agosto de 1839 en la parroquia de San Juan Bautista de Cadereyta Jiménez.

## Comerciante
Isaac se traslada a la ciudad de Monterrey donde establece una cantina al sur de la ciudad,  en 1864 llega del ejército francés, mientras que en diciembre de 1865 llega la Legión belga para reforzar la región, la disciplina y moral de estas fuerzas permitieron a Isaac proveer licor a cambio de armas y municiones, las cuales permitierón abastecer de armas a las fuerzas republicanas que seguían asolando a los soldados franceses. La cercanía con la frontera con Estados Unidos y la moral baja de las fuerzas extranjeras provocó diversas deserciones, siendo un soldado quien denunció a Isaac. 
Es capturado cuando trasladaba las armas y cartuchos a los soldados del ejército republicano, mientras se encontraba detenido los vecinos clamaron por su libertad y conducta intachable ofreciendo el peso de Isaac en oro para liberarlo, por lo que el coronel Jeanningros desoyó las súplicas ofreciéndole el indulto a cambio de que delatara a sus compañeros, Isaac rechaza la oferta por lo que Jeanningros lo somete a corte marcial, condenándolo a muerte, fusilándolo el 7 de junio de 1866 en la plazuela de El Roble.

## Tributo
Como un homenaje al patriotismo de Isaac, el gobernador Genaro Garza García nombró una de las calles del oriente de la ciudad con el nombre de Isaac Garza.